# Oscar de Schaetzen
Pour les articles homonymes, voir Schaetzen.
 (novembre 2016).
Si vous disposez d'ouvrages ou d'articles de référence ou si vous connaissez des sites web de qualité traitant du thème abordé ici, merci de compléter l'article en donnant les références utiles à sa vérifiabilité et en les liant à la section « Notes et références ».
Le chevalier Oscar Joseph de Schaetzen, né le 9 avril 1836 à Tongres et y décédé le 13 septembre 1907  est un homme politique belge bilingue, membre du parti catholique.

## Éléments biographiques
Il fut banquier, fondateur de la banque Alphonse Slegers, Oscar Schaetzen et Cie(1873), de l'agence Caisse générale d'Épargne et de Retraite (1875) et de la O. Schaetzen et Cie (1881); secrétaire (1859-66), puis président de l’Association Saint-Vincent-de-Paul à Tongres (1872-81). Par ailleurs, il fut membre de la Société scientifique et littéraire du Limbourg (1861), de la Commission royale des monuments et des sites (1872-1907), de la Société d'Art et d'Histoire du Diocèse de Liège, du CA de l'hôpital civil de Tongres ; président du Davidsfonds (1875), du fonds de soutien Het Burgerwelzijn (1890), de la fabrique d'église OLV Tongres (1887-1905) et vice-président de la Société scientifique et littéraire du Limbourg (1897-1907).
Il fut créé chevalier en 1876.

## Carrière politique
- 1864-1870, 1875, 1881-1884 et 1892-1907: conseiller communal à Tongres;
- 1876-1880 et 1885-1891 : échevin à Tongres;
- 1866-1870 et 1876-1881 : conseiller provincial de la province de Limbourg;
- 1881-1894: député de l'arrondissement de Tongres.

## Généalogie
- Il est le fils de Louis de Schaetzen (1793-1880) et de Marie de Bellefroid (1808-1905)[1].
- Il épousa en premières noces en 1858 sa cousine Hortense de Schaetzen (1835-1860), dont il eut un fils
  - Ludovic de Schaetzen van Brienen (1859-1931),

et en secondes noces, en 1865, Marie de Corswarem (1845-1919), ils eurent onze enfants, parmi lesquels trois fils eurent une descendance :
- - Joseph (1870-1940)
  - Franz (1875-1956)
  - Arnould (1876-1962)

## Sources
- Bio sur ODIS
- Arbre généalogique